# 유병재
유병재(한국 한자: 柳炳宰, 본명: 류병재, 한국 한자: 柳炳宰, 1988년 5월 6일 ~ )는 대한민국의 방송인이자 방송작가 및 가수이다.

## 생애
유병재는 1988년 5월 6일 충청남도 홍성군에서 태어났다. 2011년 싱글 앨범 〈니 여자친구..〉를 발매하며 데뷔했으나, 유명세를 타기 시작한 것은 tvN 예능프로그램 《SNL 코리아》의 방송작가로서 극한직업이라는 코너에 출연하고 부터이다.
최근에는 개인 프로필 홈페이지가 만들어졌다. 유병재는 누나 2명이 있고 작은누나는 4명의 아이를 낳았다. 유병재는 지난 방송에서 양세형은 유병재가 누나들을 웬수라고 하였고, 유병재는 언제 그런 말을 했냐고 해명했다. 유병재는 가끔 큰 매형하고만 일을 한다고 한다. 유병재 누나들은 자꾸 카페를 차리고 싶다고 했다.
유병재는 어릴때 누나들과 한번도 안 싸웠다고 한다. 유병재는 자신의 조카 얘기를 전지점 참견시점에서 언급 했고 ‘작은누나가 조카 4명에게 유튜브를 그만 보라고 하니 넷플릭스를 봤다‘ 라고 했다. 유병재는 조카들에게 잘 사주고 해주는 타입이다.

## 방송 활동 및 출연 작품

### 제작 참여
- 《SNL 코리아 시즌 3》 - 극본
- 《초인시대》 - 극본
- 《유니콘》-극본

### 방송 출연
- 《유세윤의 아트비디오》
- 《SNL 코리아》
  - 《SNL 코리아 시즌 4》
  - 《SNL 코리아 시즌 5》 - 〈오늘도 극한직업〉
  - 《SNL 코리아 시즌 6》
- 《오늘부터 출근》
- 《초인시대》 - 유병재 역
- 《현생인류보고서 - 타인의 취향》
- 《배우학교》
- 《꽃놀이패》
- 《말하는대로》
- 《시카고 타자기》 - 사슴 사육사 역
- 《알바트로스》
- 《무한도전》
- 《착하게 살자》
- 《우리말 겨루기》
- JTBC 《한끼줍쇼》 (2017년 2월 15일, 2018년 6월 20일) (18회, 86회에서 두번 출연)
- MBC 《전지적 참견 시점》 (2018년)
- tvN 《대탈출》 (2018년)
- tvN 《대탈출 시즌 2》 (2019년)
- MBC 《선을 넘는 녀석들 - 한반도》 (2019년)
- JTBC 《해볼라고》 (2019년)
- tvN 《씬의 퀴즈》 (2019년)
- JTBC 《찰떡콤비》 (2019년) 5회~8회
- MBC 《선을 넘는 녀석들 - 리턴즈》 (2019년)
- SBS 《런닝맨》 (2019년)
- Mnet 《너희가 힙합을 아느냐》 (2020년)
- tvN 《대탈출 시즌 3》 (2020년)
- SBS 《맛남의 광장》 (2020년)
- SBS 《정답누설퀴즈쇼오늘배송》 (2020년)
- MBC 《선을 넘는 녀석들 - 마스터 X》 (2021년)
- tvN 《대탈출 시즌 4》 (2021년)
- MBC 《놀면 뭐하니?》 (2023년)
- MBC 《선을 넘는 녀석들-더 컬렉션》 (2023년)
- tvN 《유퀴즈》 (2023년)
- MBC 《솔로동창회 학연》 (2023년)

### 웹예능
- 유튜브 《핑계고》 (2023, 2024년)

### 광고 출연
- 2014 웅진식품 초록매실
- 2014 매일유업 바나나는 원래 하얗다
- 2014 양반김
- 2014 KT
- 2014 애경 2080 진지발리스 프로젝트 K
- 2014 보건복지부 금연캠페인
- 2014 듀렉스
- 2015 현대자동차 i30
- 2015 뮤코펙트
- 2015 알바천국
- 2015 여기어때
- 2015 CU 편의점 택배
- 2015 HK이노엔 헛개 컨디션
- 2016 하이트진로 망고링고
- 2017 옥션 스피킹 맥스
- 2018 핀크
- 2019 르노삼성자동차 QM6 (with 안은진)
- 2019 윈져
- 2019 슈마커

### 뮤직비디오
- 2015년 빅뱅(GD&TOP) - 쩔어

### 스탠드업 코미디쇼
- 2017년 <BLACK COMEDY>
- 2018년 <B의 농담>[4]

## 음반
- 〈니 여자친구 (Single)〉 (2011년)

## 수상 및 후보
| 연도 | 시상식              | 부문                               | 작품                                        | 결과 |
| ---- | ------------------- | ---------------------------------- | ------------------------------------------- | ---- |
| 2016 | SBS 연예대상        | 남자 신인상                        | 꽃놀이패                                    | 수상 |
| 2016 | SBS 연예대상        | 베스트 프랜드상                    | 꽃놀이패                                    | 수상 |
| 2018 | 제54회 백상예술대상 | TV부문 남자 예능상                 | 전지적 참견 시점, 유병재: 블랙 코미디       | 후보 |
| 2018 | MBC 방송연예대상    | 버라이어티부문 남자 우수상         | 전지적 참견 시점                            | 후보 |
| 2018 | MBC 방송연예대상    | 버라이어티부문 베스트 엔터테이너상 | 전지적 참견 시점, 선을 넘는 녀석들          | 수상 |
| 2019 | MBC 방송연예대상    | 버라이어티부문 남자 우수상         | 전지적 참견 시점, 선을 넘는 녀석들 - 리턴즈 | 수상 |
| 2021 | MBC 방송연예대상    | 베스트 엔터테이너상                | 전지적 참견 시점, 선을 넘는 녀석들 - 마스터 | 수상 |
| 2023 | MBC 방송연예대상    | 멀티플레이어상                     | 전지적 참견 시점, 솔로동창회 학연           | 수상 |